# 恩古盧環礁
乌盧環礁（英文Ngulu Atoll）是西太平洋島國密克羅尼西亞聯邦的環礁，屬於加羅林群島的一部分，由18个珊瑚礁围段，9個島嶼組成，長39公里、寬25公里，土地面積0.4平方公里（0.15平方英里），潟湖面積382.56平方公里（147平方英里），深邃的中央泻湖，位于雅浦西南偏南104公里（65英里），帕劳的卡扬狗环礁东部293公里。2000年人口26。2014年为8人。

## 历史
首次关于乌卢环礁文字记录，是由西班牙航海家阿隆索德·阿雷利亚诺于1565二月23日23日在patache圣卢卡斯的董事会提出。[2]1802年，由西班牙海军军官唐·胡安·拉菲塔进行探险。与所有加罗林群岛一样，西班牙在1899年将乌鲁环礁主权被卖给了德意志帝国，日本帝国一战后控制了的岛屿，由南洋厅随后进行管理。第二次世界大战之后，岛屿由美利坚合众国的控制，从1947年并成为太平洋岛屿托管领土的一部分，从1979年成为了密克罗尼西亚联邦的一部分。

## 外部連結
- Entry at Oceandots.com （页面存档备份，存于）